# Muniz M-7
Die Muniz M-7 war ein Schulflugzeug des brasilianischen Herstellers Companhia Nacional de Navegação Aérea.

## Geschichte und Konstruktion
Die M-7 war ein zweisitziges Schulflugzeug der brasilianischen Luftwaffe aus der Zeit vor dem Zweiten Weltkrieg. Sie wurde unter der Leitung des brasilianischen Luftwaffenoffiziers Antonio Guedes Muniz entworfen und war das erste jemals in Brasilien in Serie gefertigte Flugzeug. Der abgespannte Doppeldecker hatte ein offenes Cockpit in Tandemanordnung und ein Spornradfahrwerk. Der Rumpf und die Tragflächen waren mit Stoff bespannt. Der Erstflug erfolgte im Oktober 1935. Hergestellt wurde das Flugzeug von der eigens gegründeten Companhia Nacional de Navegação Aérea. Elf Flugzeuge wurden an die brasilianische Luftwaffe, der Rest an brasilianische Fliegerclubs geliefert. Einige Flugzeuge blieben bis 1960 bei der Luftwaffe und bis 1967 bei den Fliegerclubs im Einsatz.

## Militärische Nutzung
Brasilien
- Força Aérea Brasileira

## Technische Daten
| Kenngröße             | Daten                                |
| --------------------- | ------------------------------------ |
| Besatzung             | 2                                    |
| Länge                 | 7,24 m                               |
| Spannweite            | 9 m                                  |
| Höhe                  | 2,85 m                               |
| Flügelfläche          | 20,10 m²                             |
| Leermasse             | 560 kg                               |
| max. Startmasse       | 860 kg                               |
| Reisegeschwindigkeit  | 150 km/h                             |
| Höchstgeschwindigkeit | 190 km/h                             |
| Dienstgipfelhöhe      | 4000 m                               |
| Reichweite            | 450 km                               |
| Triebwerke            | 1 de Havilland Gipsy Major mit 97 kW |

## Erhaltene Exemplare
- Ein Exemplar ist im Museu Aeroespacial in Rio de Janeiro ausgestellt.